# Кульчицький Михайло Йосипович

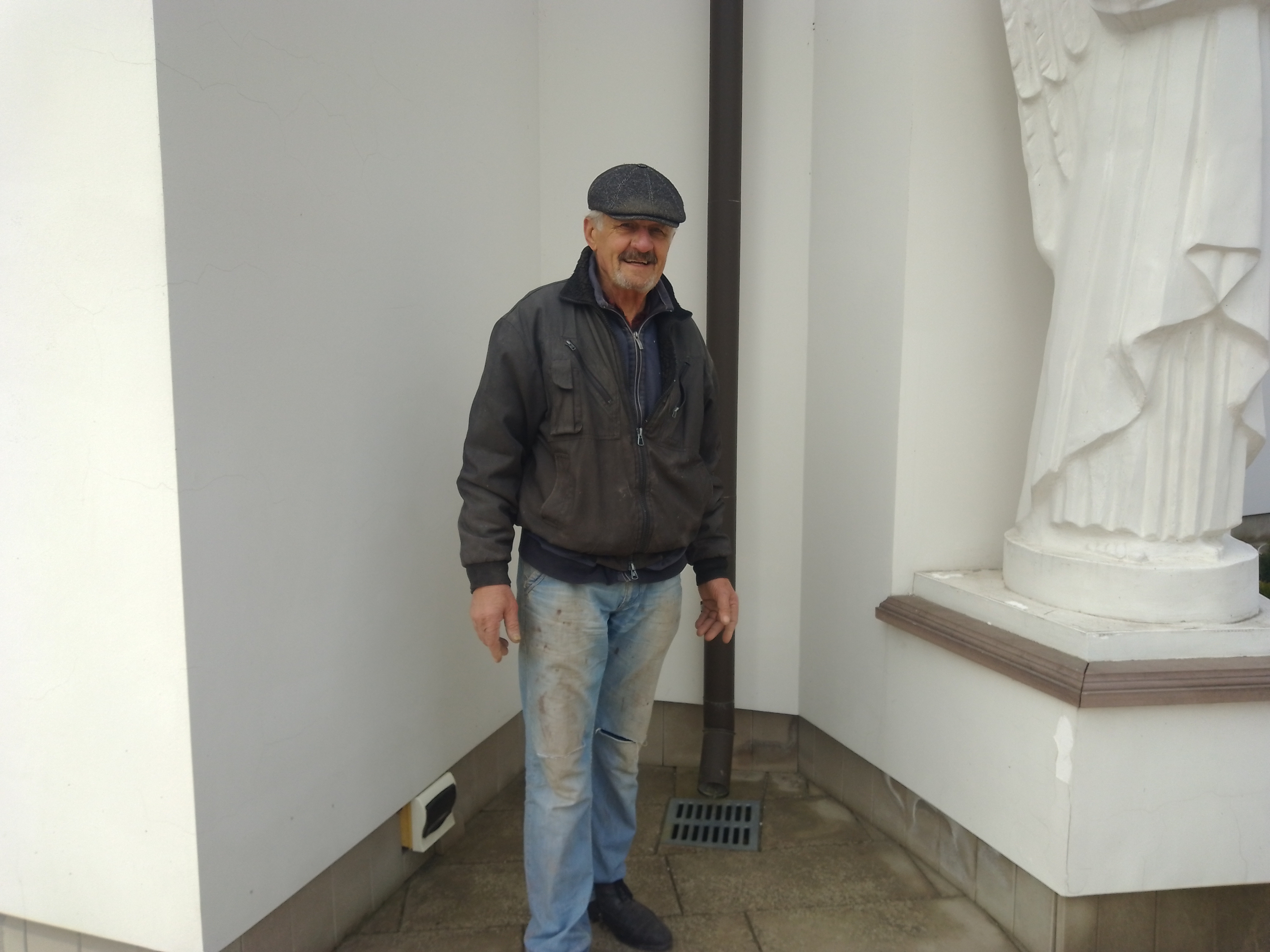
Біля каплички у Струсові

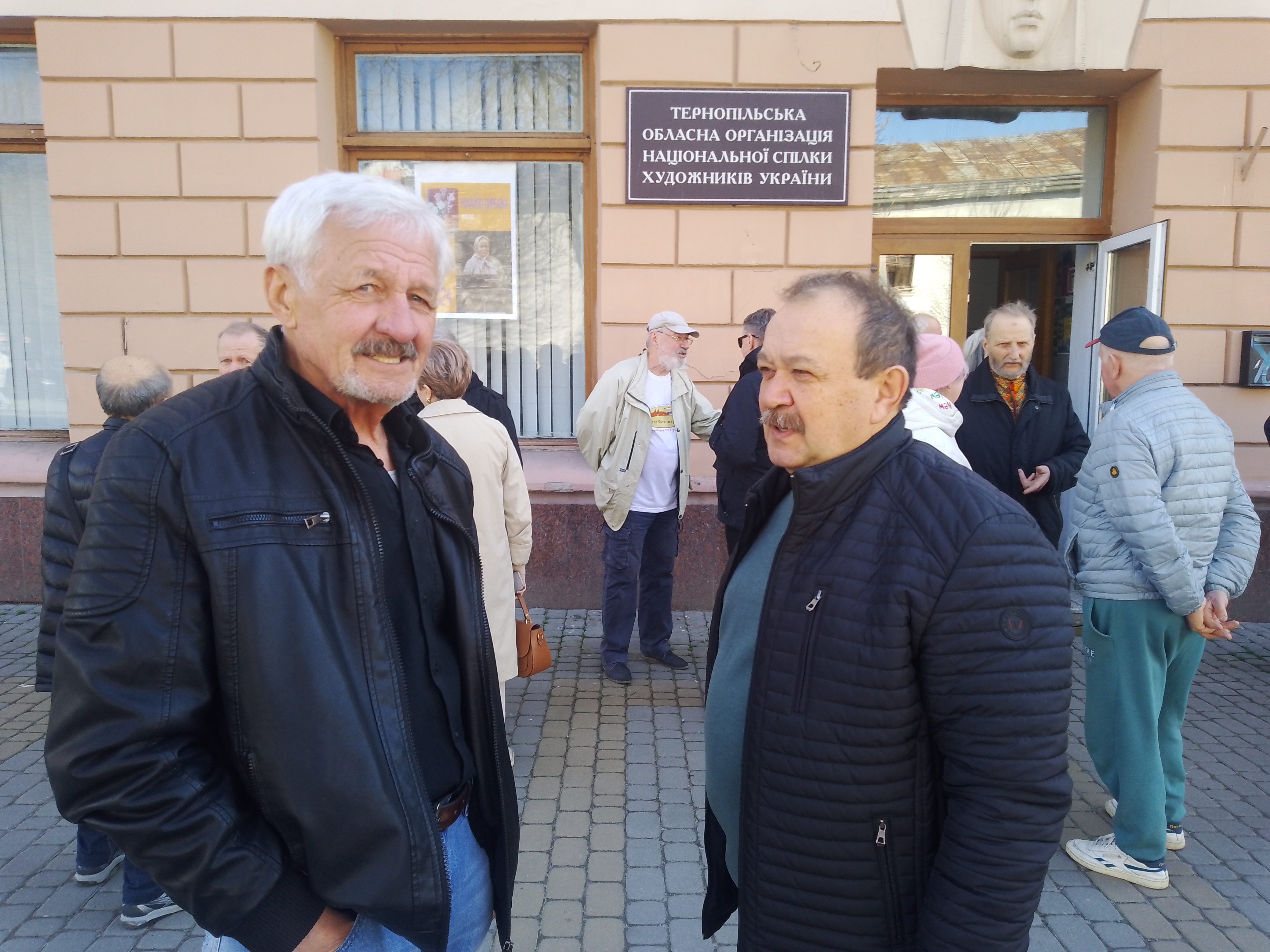
Михайло Кульчицький з Володимиром Якубовським

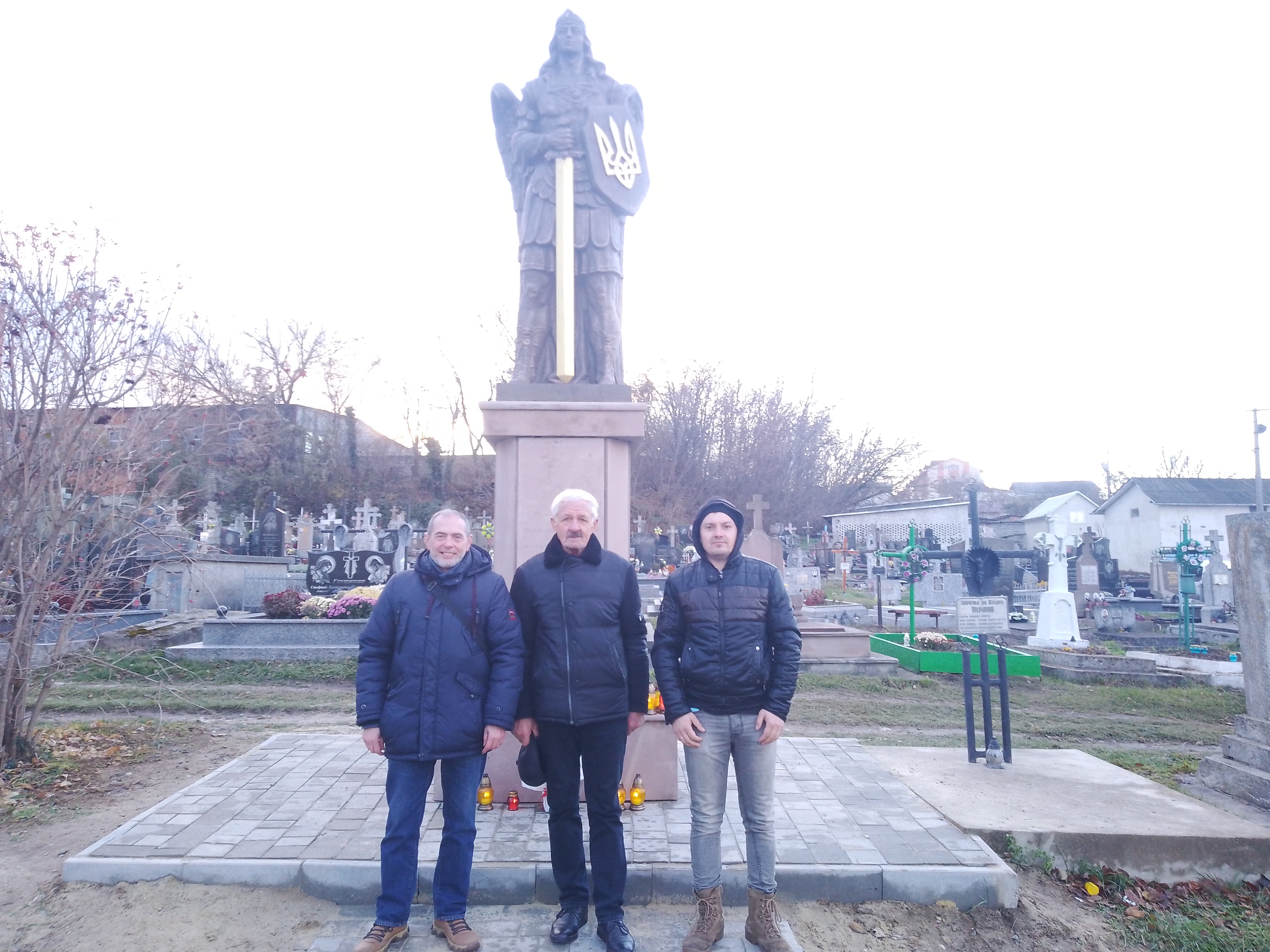
Біля фігури Архистратига Михаїла в голові захоронень вояків Української Галицької армії у Чорткові з Василем Ханасом та Валентином Молодечкіним

Михайло Йосипович Кульчицький (нар. 2 лютого 1949, с. Стара Брикуля, Теребовлянський район, Тернопільська область) — український художник, педагог, майстер декоративно-ужиткового і сакрального мистецтва. Член Національної спілки майстрів народного мистецтва України (2008). Заслужений майстер народної творчості (2016). Лавреат галузевих та церковних відзнак.

## Життєпис
Народився 2 лютого 1949 року в селі Стара Брикуля Теребовлянського району Тернопільської області.
Закінчив Львівський сільськогосподарський інститут (нині національний аграрний університет)(1971), Тернопільський педагогічний інститут(1976).
Займається різьбленням у техніці плоскої різьби, розписом на дереві, виконаної у техніці точіння з елементами яворівської різьби.
У 1972—2007 рр. працював керівником гуртка художнього різьблення на дереві школи-інтернату в с. Струсів.
З 2007 року на творчій роботі.
Від 1990-х виготовляє іконостаси, царські ворота для церков (близько 20- у селах Бурканів, Кривки, Струсів Теребовлянського р-ну, Рівненської та Івано-Франківської області).
Разом із Романом Вільгушинським споруджує і оформлює каплиці у містах та областях України; реконструював колону св. Яна Непомука І.-Г. Пінзеля в м. Бучач (2007).
Учасник мистецьких виставок, всеукраїнських свят народних ремесел і фольклору у Тернополі, Львові, Запоріжжі, Івано-Франківську, Києві, Каневі тощо. Роботи зберігаються в приватних колекціях в Австралії, Аргентині, США, Ватикані, Великій Британії, Канаді, Словаччині, Чехії.
Організатор мистецьких пленерів «Струсівська осінь» (2007, 2008).

## Роботи
- «Струсівський костел» (2009),
- «Лісова мавка» (2011)
- Фігура Архангела Михаїла (2024)[3]

Настінні розписи

## Нагороди
- Заслужений майстер народної творчості (2016)[1][4].